# بوثيوس
آنيسيوس مانليوس سيفيرنيوس بوثيوس (باللاتينية: Anicius Manlius Torquatus Severinus Boethius) (م:480 - 524) فيلسوف وسياسي روماني اشتهر بعجلة الحظ و‌عزاء الفلسفة التي أصبحت واحدة من الأعمال الفلسفية الأكثر شعبية وتأثيراً في العصور الوسطى.

## حياته الشخصية

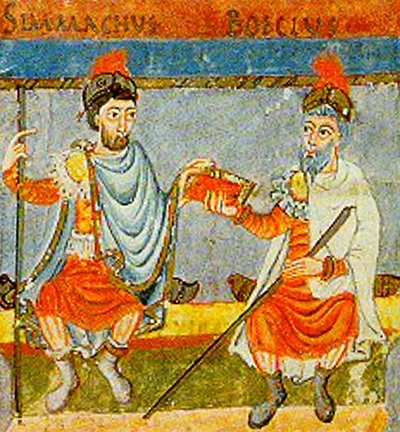
بوثيوس و ميميوس سيماشوس

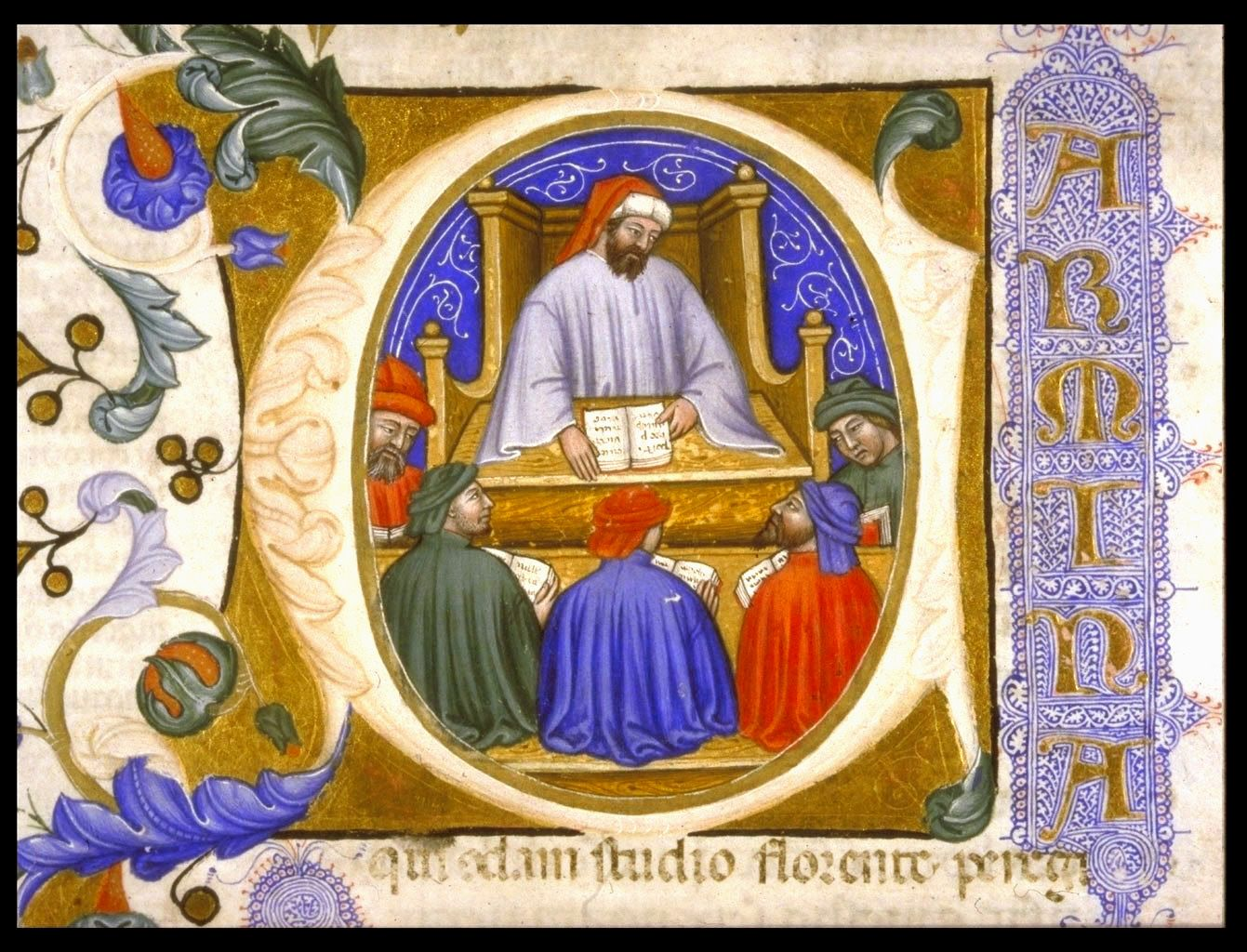
بوثيوس يقوم بتدريس طلابه

ولد آنيسيوس مانليوس سيفيرنيوس بوثيوس (باللاتينية Anicius Manlius Torquatus Severinus Boethius) في روما في عام 480. لعائلة أرستوقراطية، وقد عين والده فلافيوس مانليوس قنصلا في عام 487، وتوفي والده بعد ذلك بوقت قصير. وانتقلت رعايته ال القنصل الروماني كوينتس اوريليوس ميميوس سيماشوس [الإنجليزية] ، وقد غرس ميميوس شيماسوس في بوثيوس حب الأدب والفلسفة.
قضى بوثيوس طفولته في روما خلال فترة حكم أودواكر، وقد تلقى تعليما جيدا، بما فيها اللغة اليونانية. وقد كان كل من ميميوس شيماسوس وبوثيوس يجيد اللغة اليونانية، وقد كانت مهارة نادرة على نحو متزايد في الإمبراطورية الغربية، مما أدى إلى اعتقاد بعض العلماء بأن تعليم بوثيوس في الشرق. وقد ذكر جون مورهيد، أن وجهة النظر التقليدية أن بوثيوس درس في أثينا استناداً إلى خطاب كاسيودوروس الذي يصف تعليم بوثيوس في واحدة من رسائله، ولكن يبدو أن ذلك تلك النظرية خاطئة وأن احتمال دراسته في أثينا مجرد أسطورة. وقد جادل الباحث الفرنسي بيير كورسيلى أن بوثيوس درس في الإسكندرية مع الفيلسوف النيو افلاطوني أمونيوس هيرمياي. ومع ذلك، يلاحظ مورهيد أن الأدلة التي تؤيد بوثيوس قد درس في الإسكندرية «ليس قويا كما يبدو»، ويخلص إلى «بوثيوس ربما كان قادراً على اكتساب تعليمه من دون السفر».
بعد ذلك أصبح بوثيوس صديقا لثيودوريك العظيم ملك القوط، وقد عينه ثيودريك قنصلا عام 510.
و قد كرست أعماله لترجمة إلى أعمال أرسطو وأفلاطون من اليونانية إلى اللاتينية مع التعليق، وقد قام بذلك ل «استعادة لأفكارهم في تناغم فريد من نوعه». وقد قام أيضا بترجمة «أورغانون أرسطو» مصحوبا باللمعان اليونانية.
تزوج بوثيوس ابنة مربيه ميميوس شيماسوس، روستيسيانا (بالإيطالية: Rusticiana)‏، وقد ولدت له اثنين من الصبية، سيماشوس (بالإيطالية: Symmachus)‏ وبوثيوس (بالإيطالية: Boethius)‏.

وقد شغل بوثيوس خلال عهد ثيودوريك العديد من المراكز الهامة، بما في ذلك كونه القنصل المعين لسنة 510، ولكن بوثيوس يعترف في كتابه عزاء الفلسفة (بالإيطالية: de consolatione philosophiae)‏ أن أعظم إنجاز له كان هو التعيين المشترك لإبنيه في مركز قنصل عام 522 أحدهما يمثل الشرق والآخر يمثل الغرب ليجد نفسه جالسا «بين اثنين من القناصل كما لو أنه نفذ انتصارا عسكريا يفوق كل توقعاته»

## السقوط والموت
في 520، كان عمل بوثيوس الأساسي هو تنشيط العلاقة بين الكنيسة روما وكنيسة القسطنطينية. التي ربما وضعت في مكان مسار الأحداث التي من شأنها أن أن تؤدي إلى فقدان مصلحة الملكية في عام 522، وهو نفس العام الذي تم تعيين اثنين من أبناء بوثيوس قناصل مشتركة أحدهما يمثل الشرق والآخر الغرب، قبل تعيين بوثيوس إلى منصب ماجيستر أوفيسيوروم، أي رئيس جميع خدمات المحكمة والحكومة.
في 523، ومع، سقوط بوثيوس من السلطة بعد فترة من السجن في بافيا عن ما كان يعتبر جريمة الخيانة، وقد أعدم بوثيوس في عام 524 بسبب خلافات سياسية في نهاية المطاف.
المصادر الأولية هي الاتفاق العام على وقائع ما حدث، في اجتماع للمجلس الملكي في فيرونا، اتهم الحاكم كبريانوس والقنصل السابق كاسينا ديسيوس فاوست ألبينوس بوثيوس عن المراسلات الخونة مع جستين الأول للدفاع عنه، قفز بوثيوس للدفاع عن نفسه والبكاء،
«إن المسؤول عن كبريانوس هو زائف، ولكن إذا فعلت ذلك ألبينوس، لذلك أنا أيضا ومجلس الشيوخ كله بنفس واحدة قد فعل ذلك، بل هو كاذب، ربي الملك»
وقد اتهم كبريانوس أيضا بوثيوس عن نفس الجريمة، وقد أيدهم في الحكم ثلاثة رجال قالوا انهم شهدوا الجريمة. وألقي القبض على بوثيوس وباسيليوس. وقد احتجزا أولا في المعمودية في كنيسة، ثم تم نفي بوثيوس إلى كالفونتيوس، حيث نفذ عليه حكم الإعدام. بعد ذلك بزمن طويل أمر ثيودوريك بإعدام ميموس سيماشوس مربي بوثيوس، وفقا لبروكوبيوس، على أساس أنه وبوثيوس كانوا يخططان معا لثورة، وقد صودرت ممتلكاتهم

## أعماله

### عزاء الفلسفة

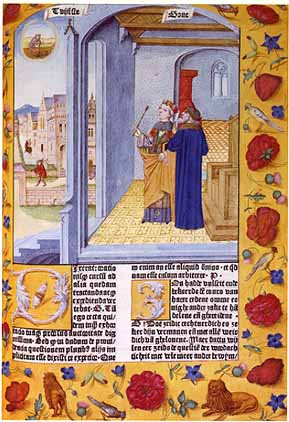
السيدة فلسفة و بوثيوس من عمله العزاء، (غينت، 1485)

يعتبر «عزاء الفلسفة» (بالإنجليزية: Consolation of Philosophy)‏ أعظم أعمال بوثيوس وأشهرها، الذي كتب على الأرجح أثناء وجوده في المنفى تحت الإقامة الجبرية أو في السجن انتظارا لتنفيذ حكم الإعدام، ولكن مشروعه المتواصل كان محاولة متعمدة للحفاظ على المعرفة الكلاسيكية خاصة الفلسفة القديمة، هذا العمل يمثل إجراء حوار وهمي بين نفسه والفلسفة، وقد جسد الفلسفة كامرأة.

و يعتبر عزاء الفلسفة أحد الأعمال الفلسفية الأكثر شعبية وتأثيرا في العصور الوسطى، نظراً لعمقه فلسفياً ودرامية حواراته وصدق عواطف مؤلفه بوثيوس، وقد ترجم إلى اللغة الإنجليزية ترجمات عديدة، فالملك ألفرد ترجمه إلى اللغة الإنجليزية القديمة، وقد ترجمه الشاعر الإنجليزي جيفري تشوسر أيضا، وقد أمرت الملكة إليزابيث الأولى بترجمته في القرن السادس عشر.

### مؤسسة الموسيقية
مؤسسة الموسيقية (بالإيطالية: De institutione musica)‏ عام (510م): أحد الأعمال الأولى للموسيقى التي طبعت في البندقية بين سنوات 1491 و 1492. وقد ساعد الكتاب خلال القرون الوسطى في فهم الموسيقى اليونانية خلال القرن التاسع

 في كتاب دي ميوزيكا (بالإيطالية: De musica)‏، عرض بوثيوس التصنيف الثلاثي للموسيقى:
- موسيقى ماندانا (بالإيطالية: Musica mundana)‏: الموسيقى في المجالات والعالم(بالإنجليزية: music of the spheres/world)‏
- موسيقى هيومانا(بالإيطالية: Musica humana)‏: وتمثل الانسجام بين جسم الإنسان والانسجام الروحي (بالإنجليزية:  harmony of human body and spiritual harmony)‏
- موسيقى إينسترومينتاليس (بالإيطالية: Musica instrumentalis)‏: وتمثل الآلات الموسيقية. (بالإنجليزية: instrumental music)‏

## روابط خارجية
- بوثيوس على موقع الموسوعة البريطانية (الإنجليزية)
- بوثيوس على موقع ميوزك برينز (الإنجليزية)
- بوثيوس على موقع إن إن دي بي (الإنجليزية)